# Seznam měn středoasijských republik
Toto je seznam názvů měn středoasijských postsovětských republik:
| Stát         | Měnová jednotka (v úředním jazyce) | Nižší měnová jednotka |
| ------------ | ---------------------------------- | --------------------- |
| Kazachstán   | tenge (теңге)                      | tiyn (тиын)           |
| Kyrgyzstán   | som (сoм)                          | tyjyn (тыйын)         |
| Tádžikistán  | somoni (сомонӣ)                    | diram (дирам)         |
| Turkmenistán | manat (manat)                      | tenge (teňňe)         |
| Uzbekistán   | sum (so’m/сўм)                     | tijin (tiyin/тийин)   |

## Původ názvů

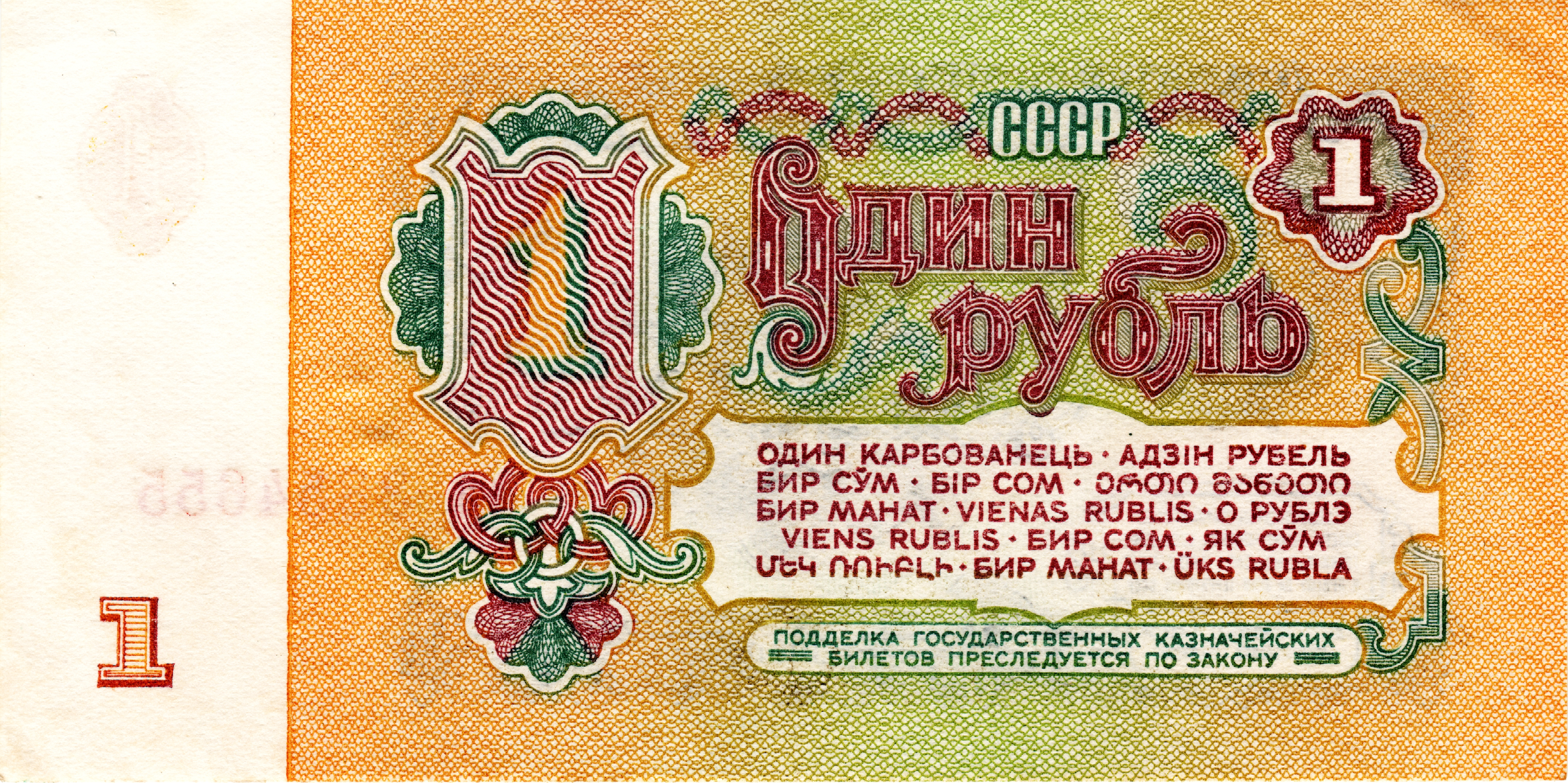
»Jeden rubl« v 15 jazycích na reversu sovětské bankovky z roku 1961

Většina názvů měn pochází z doby turkického rozmachu a Zlaté hordy. Po ovládnutí zemí Ruskem tyto pojmy byly přiřazeny rublu jako jeho překlad.

### Sum, som
Sum, případně som, se nazývala měnová jednotka Zlaté hordy a jejích nástupnických států. Po vzniku SSSR se takto oficiálně překládalo slovo rubl do uzbečtiny, kazaštiny, kyrgyzštiny, tádžičtiny, tatarštiny a dalších turkických jazyků užívaných na území Sovětského svazu.

### Somoni
Přes podobnost s názvy som a sum je tádžická měna somoni pojmenována po národním hrdinovi Ismáílu Sámáním.

### Manat
Za sovětské éry oficiální překlad slova rubl do turkmenštiny a azerštiny. Slovo přejato z ruského (respektive původně latinského) výrazu moneta (монета) – mince.

### Tenge
Odvozeno od slova denge, jak se jmenovalo středověké turkické platidlo užívané ve Střední Asii, ze kterého mimo jiné vznikl i ruský výraz pro peníze děňgi (деньги). Kazachstánské vedení po rozpadu SSSR uvažovalo, že svoji novou měnu nazve som, ale několik měsíců před jejím zavedením takto pojmenoval svoji novou měnu Kyrgyzstán. Kazachstán se proto uchýlil k historickému tenge.

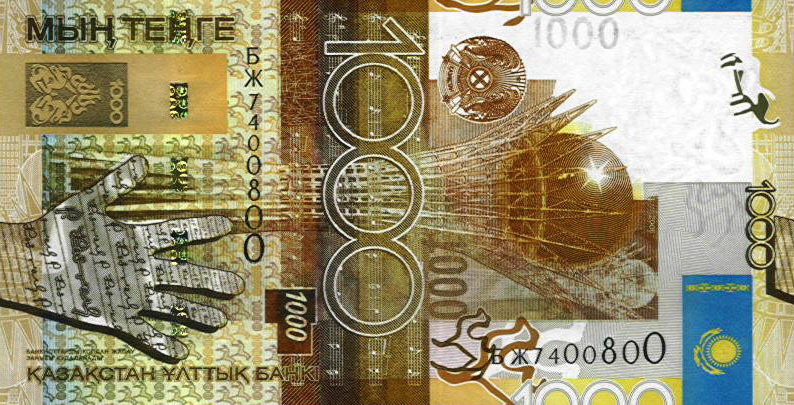
1 000 kazachstánských tenge
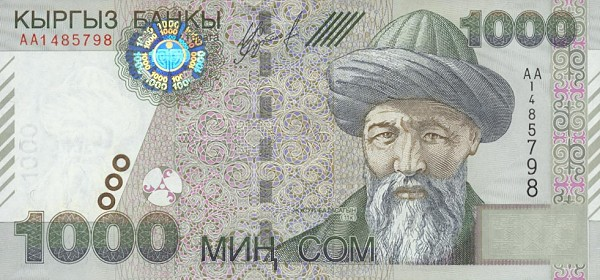
1 000 kyrgyzských somů
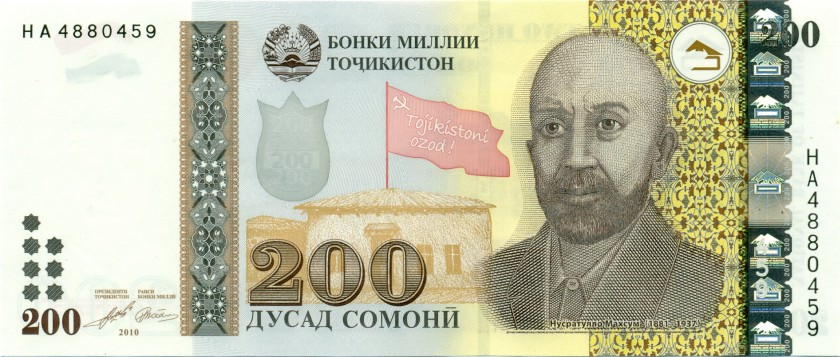
200 tádžických somoni
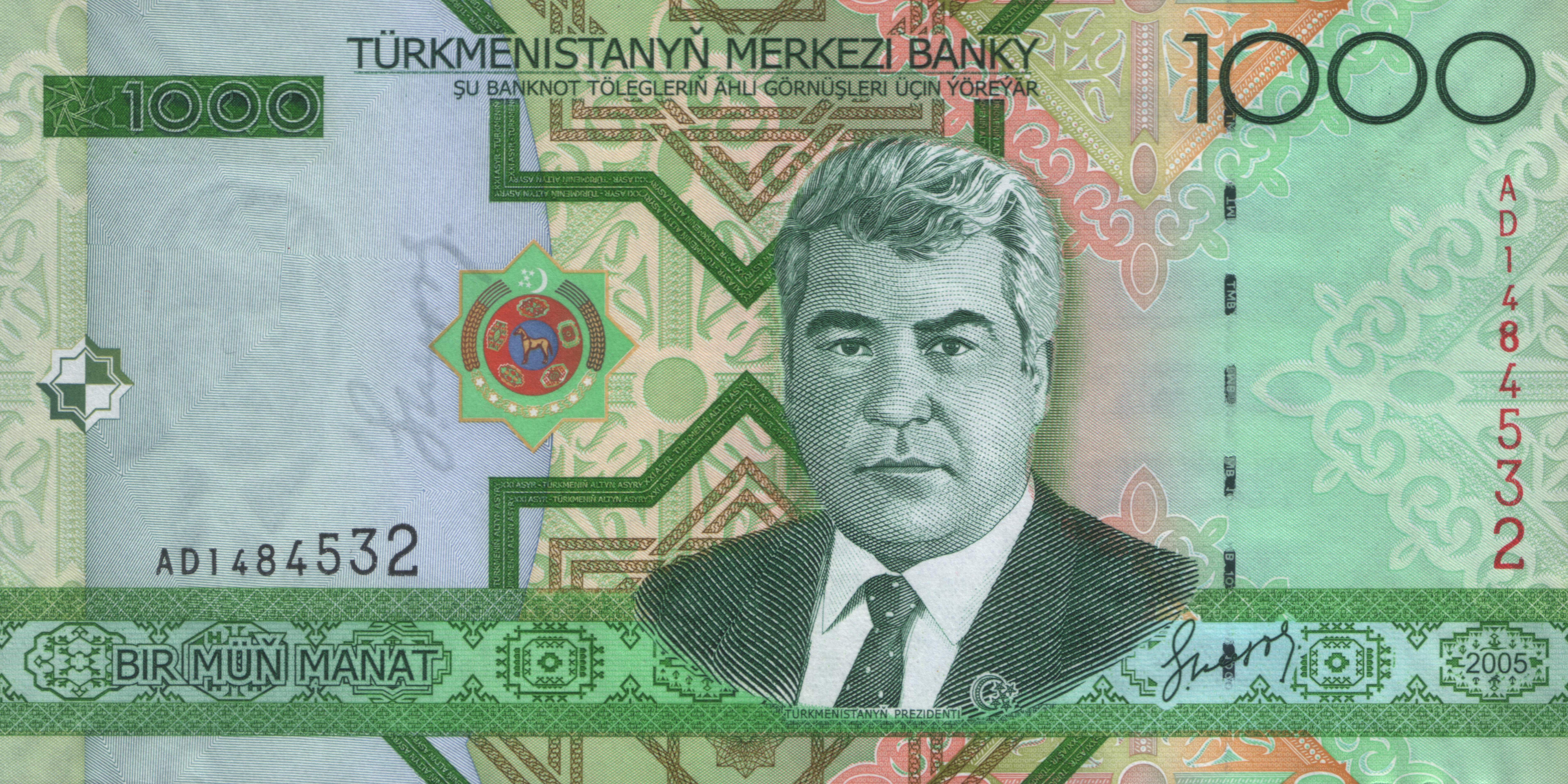
1 000 turkmenských manatů
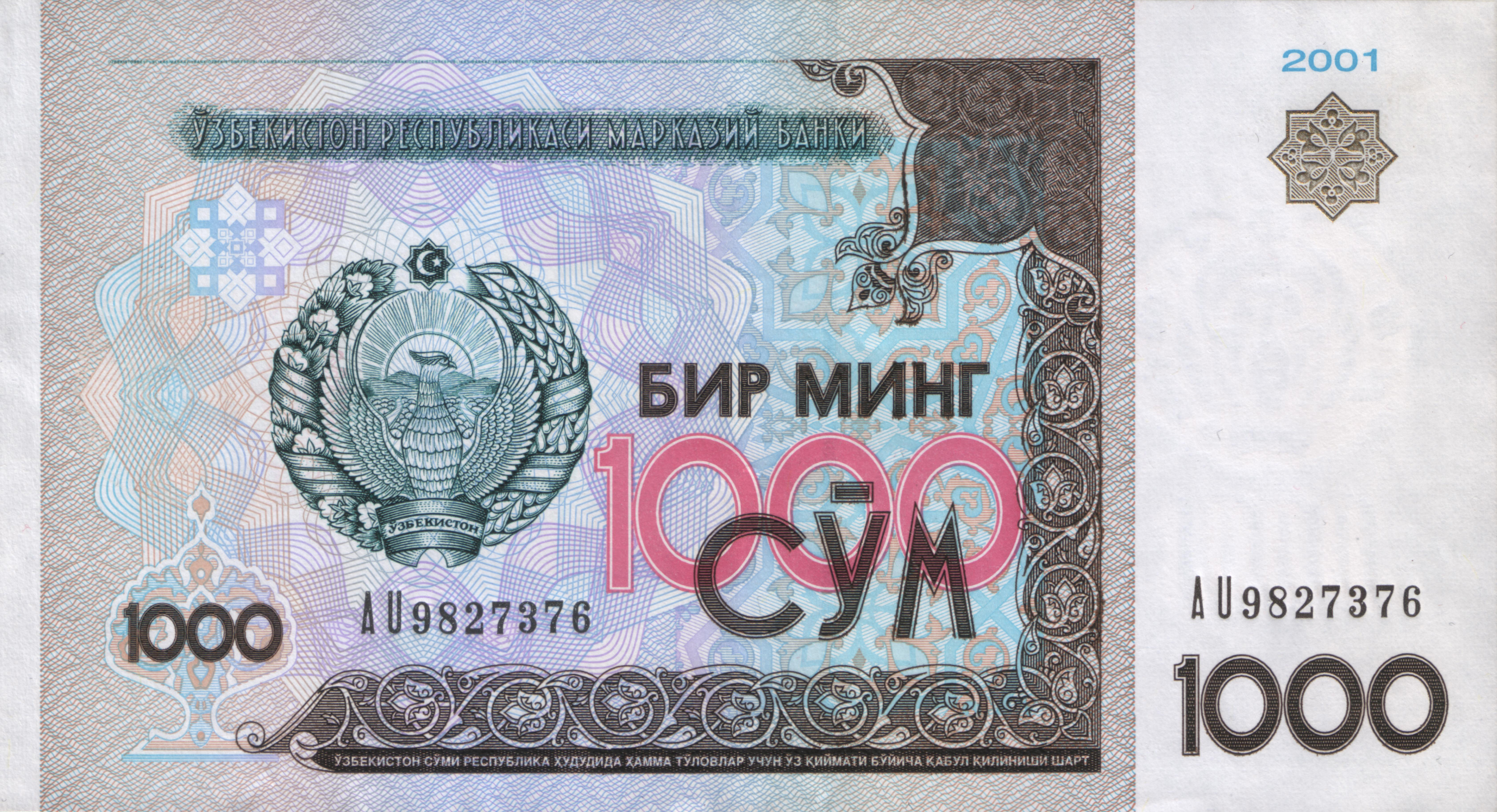
1 000 uzbeckých sumů